# HD 17926
HD 17926 ( eller HR 858) är en dubbelstjärna i den mellersta delen av stjärnbilden Ugnen. Den har en kombinerad skenbar magnitud av ca 6,38 och är mycket svagt synlig för blotta ögat där ljusföroreningar ej förekommer. Baserat på parallax enligt Gaia Data Release 2 på ca 31,3 mas, beräknas den befinna sig på ett avstånd på ca 104 ljusår (ca 32 parsek) från solen. Den rör sig bort från solen med en heliocentrisk radialhastighet på ca 10 km/s.

## Egenskaper
Primärstjärnan HD 17926 A är en gul till vit stjärna i huvudserien av spektralklass F6 V. Den har en massa som är ca 1,1 solmassor, en radie som är ca 1,3 solradier och har ca 2,3 gånger solens utstrålning av energi från dess fotosfär vid en effektiv temperatur av ca 6 200 K.
Följeslagaren HD 17926 B är mest troligt en röd dvärg av spektralklass M, som har en radie som är ca 0,17 solradier och en effektiv temperatur av ca 2 800 K. Den har en vinkelseparation av 8,4 bågsekunder från primärstjärnan, vilket motsvarar en projicerad separation av 270 AE.

## Planetsystem
I maj 2019 meddelades att minst 3 exoplaneter observerades med transitmetoden av Transiting Exoplanet Survey Satellite. Alla tre kretsar nära värdstjärnan och verkar vara superjordar, ungefär dubbelt så stora som jorden. Komponenterna b och c kan vara i en 3:5-medels rörelseresonans.
| Planet | Massa | Halv storaxel (AE) | Siderisk omloppstid (d) | Excentricitet | Inklination | Radie            |
| ------ | ----- | ------------------ | ----------------------- | ------------- | ----------- | ---------------- |
| b      | -     | 0,0480 ± 0,001     | 3,58599 ± 0,00015       | <0,30         | -           | 2,085 ± 0,064 R🜨 |
| c      | -     | 0,0674 ± 0,0014    | 5,97293 ± 0,00053       | <0,19         | -           | 1,939 ± 0,069 R🜨 |
| d      | -     | 0,1029 ± 0,0022    | 11,2300 ± 0,0010        | <0,28         | -           | 2,164 ± 0,083 R🜨 |